# Хететиде
Хететиде су мала група организама, најпре познатих само из фосилних налаза, који су се најчешће сматрали коралима (Anthozoa, Tabulata), али открићем савремених представника групе правилно су класификовани у сунђере. Фосилни остаци хететида потичу из периода од ордовицијума до миоцена.
Облик тела варира од пљоснатог, корастог, до усправног цилиндрично-стубастог. Неки изумрли представници су достизали висину од преко 3 метра. Фосилни остаци сведоче о томе да су у питању били становници плитких топлих вода, често у симбиози са фотосинтетичким алгама. На два начина су хететиде доприносиле развићу (коралних) гребена током палеозоика и мезозоика - обрастањем/разрастањем и као подлога другим организмима гребена.

## Филогенија групе
Живи представник хететида, Acanthochaetetes wellsi, поседује силикатне спикуле и мекане делове који га јасно сврставају међу демоспонгие. Спикуле су веома ретко очуване код фосилних хететида па самим тиме се не може са сигурношћу говорити о њиховом филогенетском положају. Још увек није потпуно јасно да ли су хететиде монофилетска група.